# José Acasuso
Jose Javier Acasuso (Posadas, pokrajina Misiones, Argentina, 20. listopada 1982.), argentinski tenisač
Kao i kod većine svojih sunarodnjaka omiljena podloga mu je zemlja, na kojoj je i ostvario 3 titule (Sopot 2002., Bukurešt 2004. i Vina del Mar 2006.)

## Karijera
Acasuso je počeo igrati tenis s dvije godine kada ga je otac, zajedno s bratom i sestrom odveo u lokalni teniski klub koji je držao njegov djed. U djetinjstvu je usporedno s tenisom trenirao i košarku, sve do 12. godine kada se definitivno odlučio za tenis. Zanimljivo je da je po prirodi ljevoruk, ali tenis igra desnom rukom.
U profesionalce je krenuo 2000. godine gdje se u samo godinu dana istaknuo kao vrstan zemljaš. Naime na svom prvom ATP turniru dogurao je do finala, prošavši najprije kvalifikacije te 4 meča glavnog turnira gdje je pobijedio igrače poput Franca Squillarija i Gastona Gaudija, osvajača brojnih naslova te pobjednika Roland Garrosa 2004. godine. U finalu ga je zaustavio tada svjetski broj 1 Gustavo Kuerten sa 6-1,6-3. Taj turnir je bio veliko iskustvo za mladog Acasusa lansiravši ga među 100 najboljih svjetskih tenisača u toj godini. 
2002. godine osvojio je svoj prvi naslov. Bilo je to u Sopotu, u Poljskoj. U finalu je pobijedio sunarodnjaka Franca Squillarija s 2-6,6-1,6-3. Također u toj godini je bio finalist 2 ATP turnira, međutim značajno je spomenuti da je bio udarni član argentinske reprezentacije u osvajanju Svjetkog momčadskog prventstva u Dusseldorfu. Godinu je završio kao 41. igrač na ATP ljestvici. 
U 2003. godini nije došao ni do jednog naslova ponajviše zbog ozljede, pa nije igrao velik broj turnira. 2004. godine ponovno je igrao finale Sopota, ali je ovaj put izgubio od Rafaela Nadala, trenutno dominantnog igrača, odnosno broja 1 na svjetskoj ATP ljestvici. Nakon toga je osvojio 2. naslov u karijeri, i to u Bukureštu, deklasiravši Rusa Igora Andreeva s 6-3,6-0. 
U 2005. godini došao je njegov najbolji rezultat na Grand Slam turnirima, kada je došao do osmine finala, pobijedivši prethodno drugog nositelja, Andyja Roddicka. 2006. je bila velika godina za Argentinca gdje je došao do svoje treće titule u karijeri. Ovaj put je osvojio Vina del Mar, pobijedivši olimpijskog pobjednika iz Atene, te domaćeg tenisača Nicolasa Massua.